# 血魔
《血魔》（英語：The Hunger）是一套1983年的英國恐怖片，由東尼·史葛執導，嘉芙蓮·丹露、大衞·鮑伊及蘇珊·莎朗頓等主演。內容改編自知名恐怖小說家惠特里·史崔伯的同名小說，描述一名女醫生和一對吸血鬼情侶的三角戀情。
此片上映時廣受劣評，但在哥德社群中卻大受歡迎，成為邪典電影，更衍生了一個電視劇。

## 演員表
- 嘉芙蓮·丹露 飾 瑪麗安（Miriam Blaylock）
- 大衞·鮑伊 飾 約翰（John）
- 蘇珊·莎朗頓 飾 莎拉·羅拔士醫生（Dr. Sarah Roberts）
- 奇里夫·狄·楊 飾 Tom Haver，莎拉男友
- Beth Ehlers 飾 Alice Cavender
- Dan Hedaya 飾 Lieutenant Allegrezza
- Suzanne Bertish 飾 Phyllis
- James Aubrey 飾 Ron
- Ann Magnuson 飾 在的士高的年輕女子
- Shane Rimmer 飾 Jelinek
- Bessie Love 飾 Lillybelle
- John Pankow 飾 第一名電話亭青少年
- 威廉·迪科 飾 第二名電話亭青少年
- 包豪斯（英语：Bauhaus (band)） 飾 在夜店的樂隊
- Sophie Ward 飾 在莎拉倫敦公寓的年輕女子

## 外部連結
- 互联网电影数据库（IMDb）上《血魔》的资料（英文）
- AllMovie上《血魔》的资料（英文）
- Michel Rubini （页面存档备份，存于） - Profile and photographs of the co-composer of the music for The Hunger
- 在Moria上的電影分析，撰稿人Richard Scheib，寫於1990年